# 見習い魔女とモコモコフレンズ
『見習い魔女とモコモコフレンズ』は、日本コロムビアより2015年4月23日に発売されたニンテンドー3DS専用ゲームソフト。

## 概要
日本コロムビアの新規IPによる、女児層を対象としたオリジナルRPG。
本作品はこれまでのコロムビアの女児向けゲームのノウハウを活かした集大成的作品としており、「マペット」と呼ばれるモンスターの収集・育成要素や。主人公・モコをはじめとした見習い魔女達の友情ストーリーなどをアピールポイントとしている。

## 登場キャラクター

### メインキャラクター
モコ
声 - たなか久美
本作の主人公である見習い魔女。
ネコ
声 - 沢城みゆき
モコが持つ杖。

### 同級生たち
ネネ
声 - 加隈亜衣

カエデ
声 - 古木のぞみ

シズク
声 - 桑原由気

リン
声 - 雨宮夕夏

### その他
ミチル
声 - 沢城みゆき

シンペイ

### マペット
シュシュ

ニャル

ラード

フェル

ペモ